# Mniotilta varia
Mniotilta varia là một loài chim trong họ Parulidae.